# Stage Whisper
Albums de Charlotte Gainsbourg
IRM (album)
(2009) Rest
Stage Whisper est le quatrième album de Charlotte Gainsbourg, paru le 13 décembre 2011.

## Histoire
Cet double album combine d'anciens titres en version live (11 morceaux) et des nouveaux titres (8 morceaux).
Charlotte Gainsbourg a de nouveau collaboré avec Beck pour la création des nouveaux titres, ainsi qu'avec d'autres auteurs tels que Asa Taccone, Charlie Fink, Connan Mockasin ou encore Conor J. O'Brien.

## Liste des pistes
| 1. | Terrible Angels                                              | 3:49 |
| 2. | Paradisco                                                    | 4:27 |
| 3. | All the Rain                                                 | 3:24 |
| 4. | White Telephone                                              | 3:29 |
| 5. | Anna                                                         | 2:38 |
| 6. | Got to Let Go (Featuring Charlie Fink de Noah and the Whale) | 3:34 |
| 7. | Out of Touch (Featuring Connan Mockasin)                     | 3:48 |
| 8. | Memoir                                                       | 2:57 |

| 1.  | IRM                                    | 2:41 |
| 2.  | Set Yourself on Fire                   | 3:53 |
| 3.  | Jamais                                 | 4:02 |
| 4.  | Heaven Can Wait (Charlotte Gainsbourg) | 2:22 |
| 5.  | In the End                             | 2:00 |
| 6.  | AF607105                               | 4:53 |
| 7.  | Just Like a Woman                      | 5:16 |
| 8.  | The Operation                          | 3:17 |
| 9.  | The Songs That We Sing                 | 3:29 |
| 10. | Voyage                                 | 3:10 |
| 11. | Trick Pony                             | 2:55 |

## Singles
Singles
- Memoir
- Terrible Angels
- Anna
- Paradisco